# 猟師工房ドライブイン
猟師工房ドライブイン（りょうしこうぼうドライブイン）は、千葉県君津市にあるジビエのテーマパーク。

## 概要
通常は廃棄される野生鳥獣の利活用を目指し、食肉の販売、ペットフードやソーセージやコロッケへの加工・販売、狩猟をテーマとした工芸品の販売なども行うほか、ジビエ料理を提供するビュッフェレストランを併設している。ジビエの食べ放題は日本初となる。
スタッフの多くが現役の猟師であり、捕獲、処理、加工、提供を一貫して行っている。

## 歴史
1988年に廃校となった君津市立香木原小学校を有効活用する形で、2019年に猟師工房ランドとして開業した。ジビエを販売する店舗以外にバーベキュー場、ソロキャンプ場、ドッグランなどを併設する。運営は狩猟ビジネスを日本全国に展開する株式会社TSJ（奈良県奈良市）が行っている。
君津市内で捕獲したイノシシ、シカ、タヌキなどの加工食品や工芸品を販売する。なかでもキョンを食肉に加工して販売しているのは日本唯一である（2022年時点）。
猟師工房ランドは2023年4月9日に営業終了し、2023年4月29日に猟師工房ドライブインとして移転開業した。
レストランをビュッフェ形式にしたのは、労働力不足のためである。また、料理も提供している残量を見て作るため、食品ロスが出ないのも理由となっている。

## 開業の経緯
君津市は長年、鳥獣による農作物被害に悩まされていた。
香木原小学校は廃校から30年以上も使用されていなかったが、君津市は2019年1月に「鳥獣被害対策」をテーマとした民間事業者を公募した。これに応募したのが、TSJで年間67万円（2019年時点）で借り受けることになった。

## キョンの食用についての諸問題
2001年に閉園した行川アイランド（勝浦市）から逃げたとされるキョンの個体が繁殖したものと推測される千葉県内のキョンは、2006年には約9100頭だったものが、2020年には約5万頭へと増殖し、この増加率から計算すると年間8500頭以上を駆除しないとキョンの数は減少しないことになる。外来生物法ではキョン捕獲後は殺処分するのが基本とされているが、食品衛生法ではキョンも含まれる特定外来生物を食べることそのものは規制されていない。
キョンの肉は脂質が少なく、良質なタンパク源であり、ダイエット食材としても適している。ただし、一般的なジビエのような臭みが少なく、ラム肉やマトンと比べても臭みが少ないが、あくまでもジビエであるため、家畜肉とは異なる。
ここで「房総ジビエ」のような形でキョンの肉をブランド化して販売し、キョン肉に市場価値が生まれると、キョンの飼育や山へ放つ人が現れることが予想しやすい。これは日本のバスフィッシングが密放流することで発展したとされる文化と同じである。